# Serixia salomonum
Serixia salomonum är en skalbaggsart som beskrevs av Stefan von Breuning 1958. Serixia salomonum ingår i släktet Serixia och familjen långhorningar. Inga underarter finns listade i Catalogue of Life.